# Ein Haus in Berlin Prenzlauer-Berg
Ein Haus in Berlin Prenzlauer-Berg 1900–1980 – Geschichte und Geschichten ist ein Dokumentarfilm des Fernsehens der DDR von Rainer Pavel aus dem Jahr 1980.

## Handlung
Der Kameramann steht auf einer Kreuzung in Sichtweite der Schönhauser Allee und macht einen Schwenk um 360°. Schräg gegenüber der Gethsemanekirche befindet sich das Haus Stargarder Straße 3A, Ecke  Greifenhagener Straße, um das es hier gehen soll. Durch den Hausflur gelangen wir auf einen Hinterhof mit einer Grünanlage und einem Sandkasten für die kleinen Bewohner. Mehrere Mieter des Hauses sind damit beschäftigt, die vernachlässigte Anlage zu verschönern. Die Anregung dazu kam vom Vorsitzenden der Hausgemeinschaftsleitung (HGL) Herrn Michalski, nachdem er hörte, dass der gesamte Wohnblock unter Denkmalschutz steht. Herr Michalski ist Maurer von Beruf und hat diesen erlernt, als er die Trümmer nach dem Zweiten Weltkrieg in Berlin sah und bei deren Beseitigung helfen wollte.
Der Block besteht aus sechs Häusern mit drei Hinterhäusern, die alle mit einem Balkon und einer Innentoilette versehen sind. In einigen Aufgängen gab es im fünften Stock zusätzlich für alle Bewohner ein Badezimmer, welches von dem jeweiligen Nutzer vorher beheizt und anschließend gereinigt werden musste. Diese Häuser wurden im Jahr 1900 vom Berliner Bau- und Sparverein, einer Genossenschaft unter sozialdemokratischer Führung gebaut, um auch den Arbeitern gute Wohnmöglichkeiten zu bieten, während alle anderen Bauten in der Gegend privat finanziert wurden. Die Wohnungen wurden ausschließlich an Arbeiter verlost, die bereits damals wie eine große Familie zusammenhielten. Auch einen Kindergarten, für die etwa dort vor dem Ersten Weltkrieg wohnenden 40 Kinder gab es, deren Kindergärtnerin von der Genossenschaft bezahlt wurde. Auf den Höfen gab es einen Spielplatz mit Sportgeräten und in den Ferien immer ein Kinderfest.
Diese Informationen bekommen wir von zwei Frauen, die bereits seit Anfang des Jahrhunderts in diesem Haus wohnen. Frau Berger berichtet, dass die Ecke der rote Block genannt wurde, da ein sehr großer Teil der Bewohner Mitglied in der SPD, später in der USPD und dann in der KPD waren, weshalb aus allen Fenstern zu bestimmten Anlässen die roten Fahnen hingen. Sie selbst wurde im Alter von acht Jahren Mitglied im Arbeitersportverein Fichte und schloss 1931 ihre Ausbildung als Lehrerin ab. Frau Thess, die als Näherin arbeitete, kann mit vielen historischen Fotografien dienen. Auch kleine Geschichten kann sie beitragen, so dass der Spielplatz am Sonnabendnachmittag geharkt wurde und anschließend nicht mehr betreten werden durfte, damit die Familien auf den Balkonen beim Kaffeetrinken nicht gestört wurden.
Im Jahr 1937 zog Bruno in den Block, da er seine Else kennengelernt und geheiratet hat. Beschäftigt war er zu dieser Zeit bei einer Firma für Oberbekleidung in der Kronenstraße, wo er auch die sogenannte Kristallnacht miterlebte. Das gab für ihn, den bisher unpolitischen Menschen, den Ausschlag, sich mit dem Auftreten der Nationalsozialisten kritisch auseinanderzusetzen. Zwei Jahre nach dieser Kristallnacht musste er als Soldat in den Krieg ziehen. Seit 1933 wurden freiwerdende Wohnungen in dem Haus fast ausschließlich NSDAP-Mitgliedern zugewiesen. Es wurden ein Blockwart und das Hausbuch eingeführt. Der Blockwart arbeitete mit der Gestapo zusammen, bespitzelte Andersdenkende und kontrollierte die Beflaggung mit Hakenkreuzfahnen. Später gab es dann noch einen Luftschutzwart. Bereits am 22. August 1945 kam Bruno wieder aus der Kriegsgefangenschaft nach Hause. Am 1. August 1949 begann er als Bühnenarbeiter am Deutschen Theater zu arbeiten und es dauerte nicht lange, bis er hauptamtlicher BGL-Vorsitzender der damals etwa 600 Mitarbeiter des Theaters wurde. Durch diese Funktion hatte er auch die Möglichkeiten, die Feste auf dem Hof in der Stargarder Straße, die immer gut besucht waren, materiell zu unterstützen. Nach dem Beginn der 1950er Jahre ließ das Interesse der Bewohner daran nach, so dass diese Feiern nicht mehr stattfanden.
In den 1960er und 1970er Jahren ändert sich das Verhalten der Bewohner, die Wohnungen bekommen häufiger als früher neue Mieter. Es sind auch weniger Kinder hier zu Hause, denn wenn die Familien größer werden, bekommen sie auch eine größere Wohnung. Dadurch wohnen jetzt sehr häufig junge und alte Leute nebeneinander. Die jungen Leute haben meist schon wieder einen neuen Wohnungsantrag gestellt. Wenn eine Wohnung frei wird, folgen oft alleinstehende Männer und Frauen, die Geschieden sind, oder Zugereiste aus anderen Gegenden der DDR, die hier ihre erste Berliner Wohnung beziehen. Als Beispiel wird ein Paar aus dem Harz vorgestellt, welches seit vier Jahren gern hier wohnt und dafür auch viele Beispiele nennt. Das Gegenteil kann es ebenfalls geben, wie eine junge Frau aus Thüringen beweist, die auch schon vier Jahre mit ihrem Sohn in diesem Haus wohnt, und die unbedingt in eine bessere Wohnung ziehen will.
Durch die Dreharbeiten wurden die Mieter des Hauses mit dessen Geschichte konfrontiert, was sie zum Anlass nehmen, erstmals seit 1952 wieder ein gemeinsames Fest auf dem Hof zu feiern. Damit bekommt der Film einen Schluss, mit dem ursprünglich nicht gerechnet werden konnte.

## Produktion und Veröffentlichung
Ein Haus in Berlin Prenzlauer-Berg 1900–1980 – Geschichte und Geschichten wurde auf ORWO-Color vom Fernsehen der DDR gedreht und am 26. Februar 1980 im 1. Programm ausgestrahlt. Die erste nachweisbare Aufführung auf einer großen Leinwand erfolgte am 8. Dezember 2021 im Berliner Zeughauskino.

## Kritik
Peter Berger von der Tageszeitung Neues Deutschland vertrat die Meinung, dass jedes einzelne gezeigte Schicksal seinen eigenen Film verdient hätte. Es lohnte sich auf jeden Fall, sich diesen Film anzusehen.
In der Kritik der Neuen Zeit schrieb Mimosa Künzel:

„Das bemerkenswerte, weil von gründlichen Recherchen und also Sachkenntnis zeugende, klug durchdachte Szenarium, ein publizistischer Beitrag mit literarischen Akzenten, schrieb (als erste Fernseharbeit) die junge Journalistin Irina Liebmann. Regie führte der fernseherfahrene, mit künstlerischer Empfindsamkeit und dennoch sehr objektiv zu Werke gehende Rainer Pavel.“